# 5521 Morpurgo
5521 Morpurgo (1991 PM1) là một tiểu hành tinh vành đai chính được phát hiện ngày 15 tháng 8 năm 1991 bởi E. F. Helin ở Palomar.